# غرفة إيمز
غرفة ايم (بالإنجليزية: Ames room)‏ هي نموذج صناعي مشابه لظاهرة التلة المغناطيسية وهي غرفة تظهر الكرات متحركة بعكس اتجاه الجاذبية.

## الوهم المضاد للجاذبية والتله المغناطيسية
التصميم الأساسي لغرفة ايم كان يحتوي على اخدود موقعه يظهر كره تتدحرج فيه إلى الأعلى، على عكس الجاذبية. ريتشارد غريغوري (عالم نفس وبروفسور في علم النفس العصبي) تحدث عن هذه الظاهرة المضادة للجاذبية أنها مبهرة أكثر من ظاهرة تغير الحجم، بالرغم من أنه غالباً مايقام بعرض ظاهرة تغير الحجم فقط عندما يقام بالعمل على غرفة ايم.

## وصلات خارجية
- "Adelbert Ames, Fritz Heider and the Ames Chair Demonstration"
- "Ames Room Youtube Examples". Different Video Examples. اطلع عليه بتاريخ 2008-09-23.
- "Ames Room Example". Visual Fun House. مؤرشف من الأصل في 2019-05-08. اطلع عليه بتاريخ 2008-04-10.
- "Ames Room". Illusion Works. مؤرشف من الأصل في 2019-05-28. اطلع عليه بتاريخ 2005-08-16.
- "Diagram of an Ames Room". Kenneth M. Steele - Department of Psychology - Appalachian State University. مؤرشف من الأصل في 2008-09-14. اطلع عليه بتاريخ 2005-08-16.
- "Image: illustration of how an Ames room is constructed". مؤرشف من الأصل في 2006-05-09. اطلع عليه بتاريخ 2005-08-16. {{استشهاد ويب}}: الوسيط غير المعروف |dateformat= تم تجاهله (مساعدة)
- "Ames Room". مؤرشف من الأصل في 2012-02-10. اطلع عليه بتاريخ 2005-08-16. {{استشهاد ويب}}: الوسيط غير المعروف |dateformat= تم تجاهله (مساعدة)
- "Van Hoogstraten's Peep Show or Ames's Room?". Errol Morris. مؤرشف من الأصل في 2019-05-12. اطلع عليه بتاريخ 2006-09-07.